# Vallecitos (California)
Vallecitos es un área no incorporada ubicada en el condado de San Diego en el estado estadounidense de California. La localidad se encuentra ubicada al este de Kellog Park en La Joya Shore en San Diego al oeste de la Interestatal 5.